# Стівен Бауер
Стівен Бауер (англ. Steven Bauer; 2 грудня 1956) — американський актор кубинського походження. Його найвідоміша роль — Маноло Рібера у фільмі «Обличчя зі шрамом».

## Біографія
Стівен Бауер (справжнє ім'я Естебан Ернесто Ечеваррія) народився в Гавані, в родині Лілліан і Естебана Ечеваррія. Його мати була шкільним учителем, а батько пілотом Кубинських авіаліній. У 1960 році через Кубинську революцію сім'я іммігрувала до США, і оселилися в Маямі. У 1974 році він закінчив школу і вступив до коледжу Маямі-Дейд. Там Стівен, який збирався стати музикантом, вирішив присвятити себе акторській кар'єрі і в 1976 році перевівся до Університету Маямі, де навчався на факультеті Театральних мистецтв. У театрі при університеті він знайомиться з Реєм Ліоттою, і вони стають друзями.

## Кар'єра
Першу значиму роль Стівен виконав у двомовному ситкомі «¿Qué Pasa, U.S.A.?», де знімався з 1977 по 1979 рік. У 1980 році, знімаючись на телебаченні, він знайомиться зі своєю майбутньою дружиною, актрисою Мелані Гріффіт. Вони переїжджають у Нью-Йорк, де відвідують уроки Стелли Адлер. Приблизно в цей час він бере псевдонім «Стівен Бауер», хоча під ім'ям Роккі Ечеваррія він з'являється в декількох позабродвейских постановках. У 1983 році він отримує роль Менні Рібери у фільмі «Обличчя зі шрамом», незважаючи на свою малу популярність. На рішення продюсерів затвердити Бауера вплинули його хороша кінопроба, а також кубинське походження. За роль у фільмі Бауер здобув свою першу номінацію на «Золотий глобус». Надалі Стівен Бауер знімався переважно в драмах і бойовиках, найвідоміші з них: «Мовчун», «Первісний страх» і «Трафік».

## Особисте життя
Бауер одружився з Мелані Гріффіт у вересні 1981 року. У 1985 році у них народився син Александр Бауер, а в 1987 році вони розлучилися. Стівен знову одружився в 1989 році, його друга дружина Інгрід Андерсон народила сина Ділана в 1990 році, а через рік вони розлучилися. Ще через рік Бауер одружився втретє, однак і з Крістіаною Бані він також розлучився.

## Фільмографія
- 1983 — Обличчя зі шрамом / Scarface
- 1984 — Викрадач сердець / Thief of Hearts
- 1986 — Меч Гідеона / Sword of Gideon
- 1988 — Звір / The Beast
- 1992 — Виховання Каїна / Raising Cain
- 1994 — Жриця пристрасті / Woman of Desir
- 1996 — Первісний страх / Primal Fear
- 1997 — Амнезія / The Blackout
- 2000 — Трафік / Traffic
- 2004 — Острів раптора / Raptor Island
- 2006 — Зниклий / Dead Lenny
- 2007 — Планета динозаврів / Planet Raptor
- 2007 — Останній вартовий / The Last Sentinel
- 2008 — Мутанти / Mutants
- 2009 — Чарлі Валентайн / Charlie Valentine
- 2010 — Обличчям до кулі / Bulletface
- 2010 — Вороги серед нас / Enemies Among Us
- 2012 — Спокутування гріхів / Sins Expiation
- 2024 — Моє прекрасне весілля / Beautiful Wedding